# Gina Stiebitz
Gina Alice Stiebitz (Berlín, 17 de octubre de 1997) es una actriz alemana, reconocida por su participación en las series de televisión Wie erziehe ich meine Eltern? y Dark, y por aparecer en la película de 2010 Womb.

## Carrera
Stiebitz inició su carrera en el año 2010 con una participación en la película de Benedek Fliegauf Womb y en la serie de televisión Wie erziehe ich meine Eltern?, en la que interpretó el papel de Konstanze Mittenzwey. Un año después encarnó a Juliane Noak en la serie In aller Freundschaft. En 2016 apareció en las producciones para televisión Familie Dr. Kleist y Großstadtrevier, antes de lograr reconocimiento internacional en 2017 por su interpretación de Franziska Doppler, una joven rebelde que quiere escapar del pueblo donde vive con su familia en la serie Dark.
A partir de entonces ha aparecido en otras series de televisión de su país y en 2019 anunció que repetiría su papel como Franziska en la segunda temporada de Dark, estrenada en Netflix en junio de ese año. En el año 2020 se anunció su debut en una producción de lengua inglesa eb la película The Darker the Lake, interpretando el papel de la joven Lea.

## Filmografía

### Televisión
- 2019 - Der Alte
- 2019 - SOKO München
- 2018 - Neben der Spur
- 2018 - In aller Freundschaft - Die jungen Ärzte
- 2017 - 2020 - Dark : Franziska Doppler
- 2017 - Großstadtrevier
- 2017 - Alles Klara
- 2016 - Familie Dr. Kleist
- 2014 - Ich will dich
- 2011 - In aller Freundschaft
- 2010 - Wie erziehe ich meine Eltern?

### Cine
- 2010 - Womb : Dima